# ماتيلدا رامزي
ماتيلدا رامزي (بالإنجليزية: Matilda Elizabeth Ramsay)‏ هي مقدمة تلفزيونية وممثلة بريطانية، ولدت في 8 نوفمبر 2001 في لندن في المملكة المتحدة.

## وصلات خارجية
- ماتيلدا رامزي على موقع IMDb (الإنجليزية)